# Club de Deportes Coquimbo Unido
El Club de Deportes Coquimbo Unido és un club de futbol xile de la ciutat de Coquimbo.
Va ser fundat el 1957 per la unió dels clubs Coquimbo FC (fundat el 1896) i Unión FC.

## Palmarès
- Segona divisió xilena de futbol: 
  - 1962, 1977

## Referències

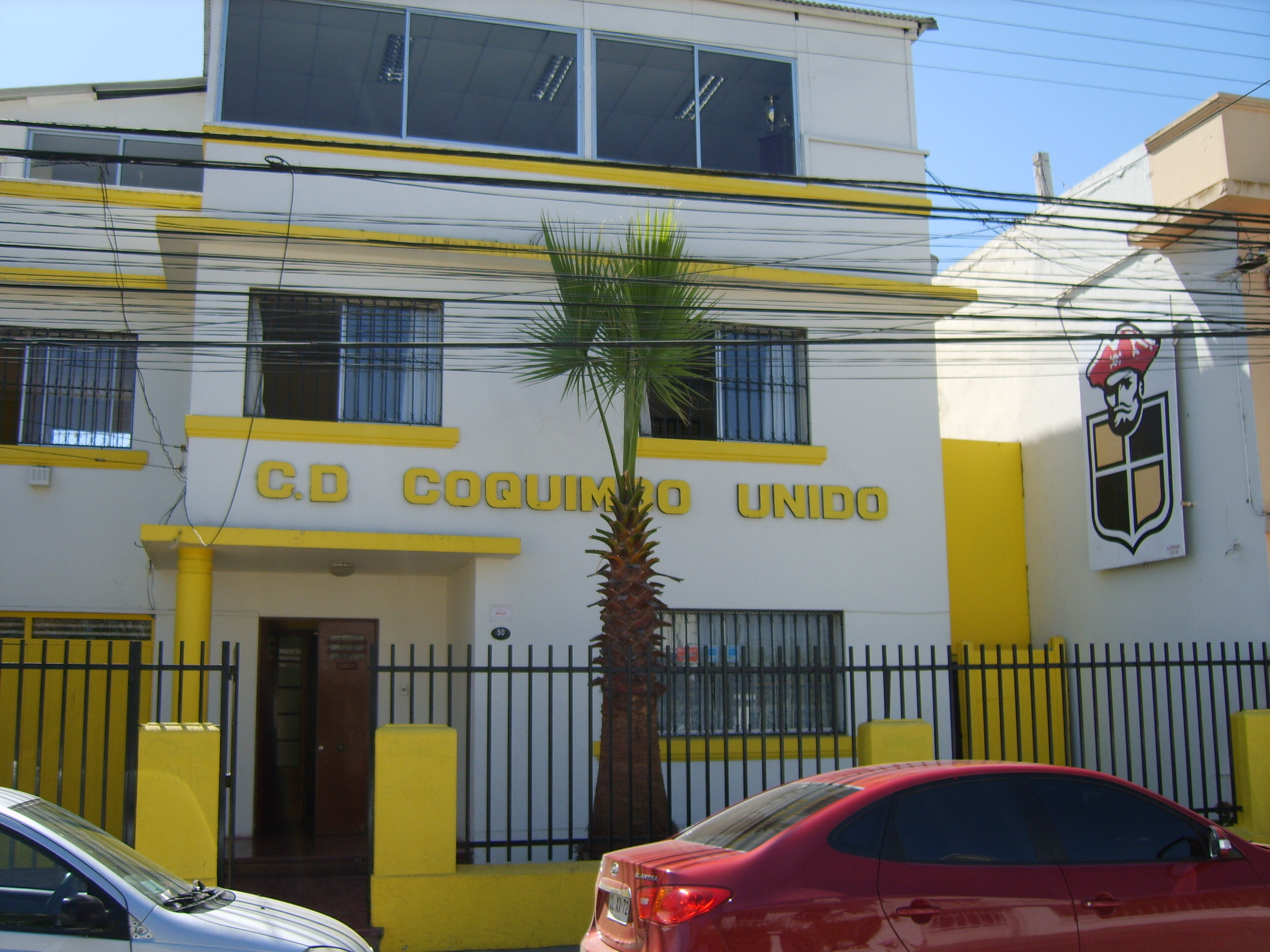
Seu del Coquimbo Unido.

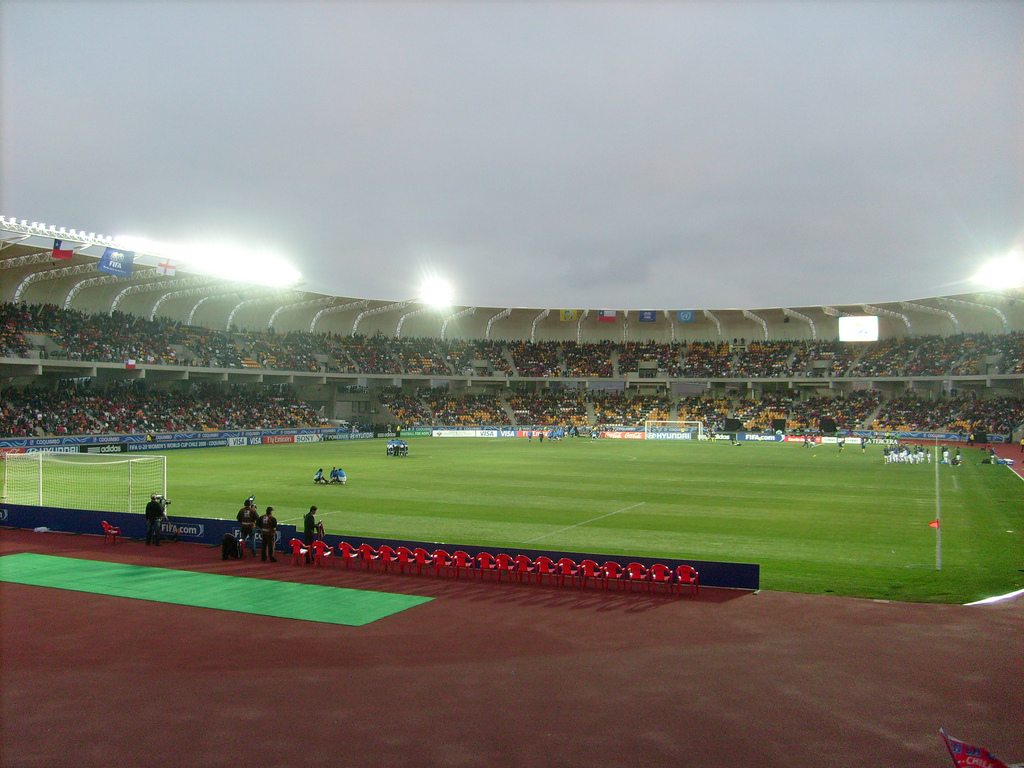
Vista interior de l'estadi.